# تيني غالون
تيني غالون (بالإنجليزية: Tiny Gallon)‏ مواليد 18 يناير 1991 في فاليجو، هو لاعب كرة سلة أمريكي. بدأ مسيرته الاحترافية في سنة 2010. تم اختياره من قبل فريق ميلووكي باكز خلال الدرافت. يبلغ طوله 6 قدم 9 بوصة (2.1 م). لعب مع مين ريد كلوز وأتلتيكوس دي سان جرمان.

## روابط خارجية
- تيني غالون على موقع سبورتس رفرنس (الإنجليزية)
- تيني غالون على موقع كرة السلة الأوروبية.كوم (الإنجليزية)
- تيني غالون على موقع كلية كرة السلة في سبورتس رفرنس.كوم (الإنجليزية)
- تيني غالون على موقع ريلجم (الإنجليزية)
- تيني غالون على موقع بروبوليرز (الإنجليزية)
- تيني غالون على موقع سبورتس رفرنس (الإنجليزية)